# Plataforma de Crimea
La Plataforma de Crimea (en ucraïnès, Кримська платформа anglès: Crimea Platform, tàtar de Crimea: Qırım platforması) és una iniciativa diplomàtica d'Ucraïna i del seu president, Volodímir Zelenski. L'objectiu de la plataforma és actuar com a un mecanisme de coordinació internacional que treballi per a restablir les relacions entre Rússia i Ucraïna a través de la reversió de l'annexió de Crimea l'any 2014 per part de la Federació Russa, realitzada després del Referèndum de l'Estatut de Crimea de 2014.
La cimera d'inauguració d'aquesta plataforma es va celebrar el 23 d'agost de 2021. Algunes de les seves funcions serien la protecció dels drets humans dels tàtars de Crimea i l'alleujament de la degradació del medi ambient. El comerç en les regions del mar Negra i el mar d'Azov també és un tema que es debat en aquesta cimera.

## Creació i promoció
Aquest esdeveniment va ser anunciat pel Ministeri de Reintegració dels Territoris Ocupats Temporalment i també en la 75ena sessió de l'Assemblea General de l'ONU al setembre de 2020. La primera notícia d'aquesta plataforma va aparèixer al novembre de 2020, en la presentació que la primera viceministra d'Afers Exteriors ucraïnesa Emine Dzhaparova va fer als ambaixadors dels estats membres de la Unió Europea. Més endavant, les autoritats ucraïneses van iniciar una campanya amb l'objectiu d'involucrar països occidentals en la plataforma. S'espera que la Plataforma de Crimea estigui representada a l'Assemblea Parlamentària del Consell d'Europa.

## Temes de negociació i formats
El canceller Dmitri Kuleba ha establert cinc prioritats que esdevenen temes clau per a la negociació d'aquesta plataforma:
- La consolidació de la política internacional de no-reconeixement de cap canvi en l'estatus legal internacional de Crimea.
- L'expansió i enduriment de les sancions internacionals contra Rússia.
- La seguretat internacional.
- Els drets humans.
- L'impacte de l'«ocupació» per a l'economia i el medi ambient.[11][12]

Un cop acabada la cimera les activitats de la Plataforma no cessaran. La plataforma romandrà operativa fins que «la península torni al control ucraïnès».

## Llistat d'assistents

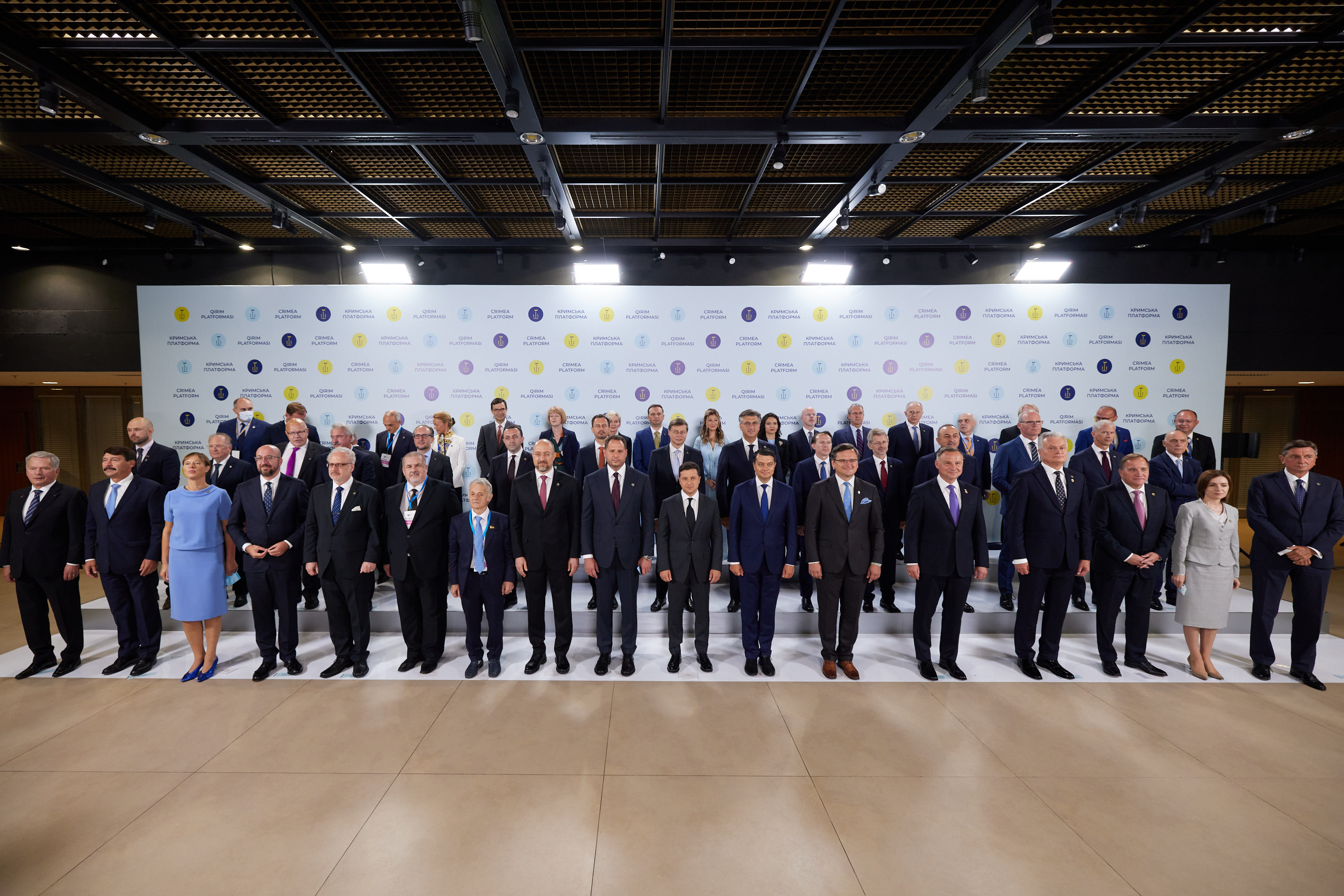
Participants de la Plataforma de Crimea

### Estats membres delG7
- Canadà - president del Senat George Furey
- França - ministre d'Afers Exteriors Jean-Yves Le Drian
- Alemanya - ministre d'economia i energia Peter Altmaier
- Itàlia - ministre d'Afers Exteriors Benedetto Della Vedova
- Japó - ambaixador Kurai Takashi
- Regne Unit - ministra d'estat per a Europa Wendy Morton
- Estats Units - secretària d'energia Jennifer Granholm

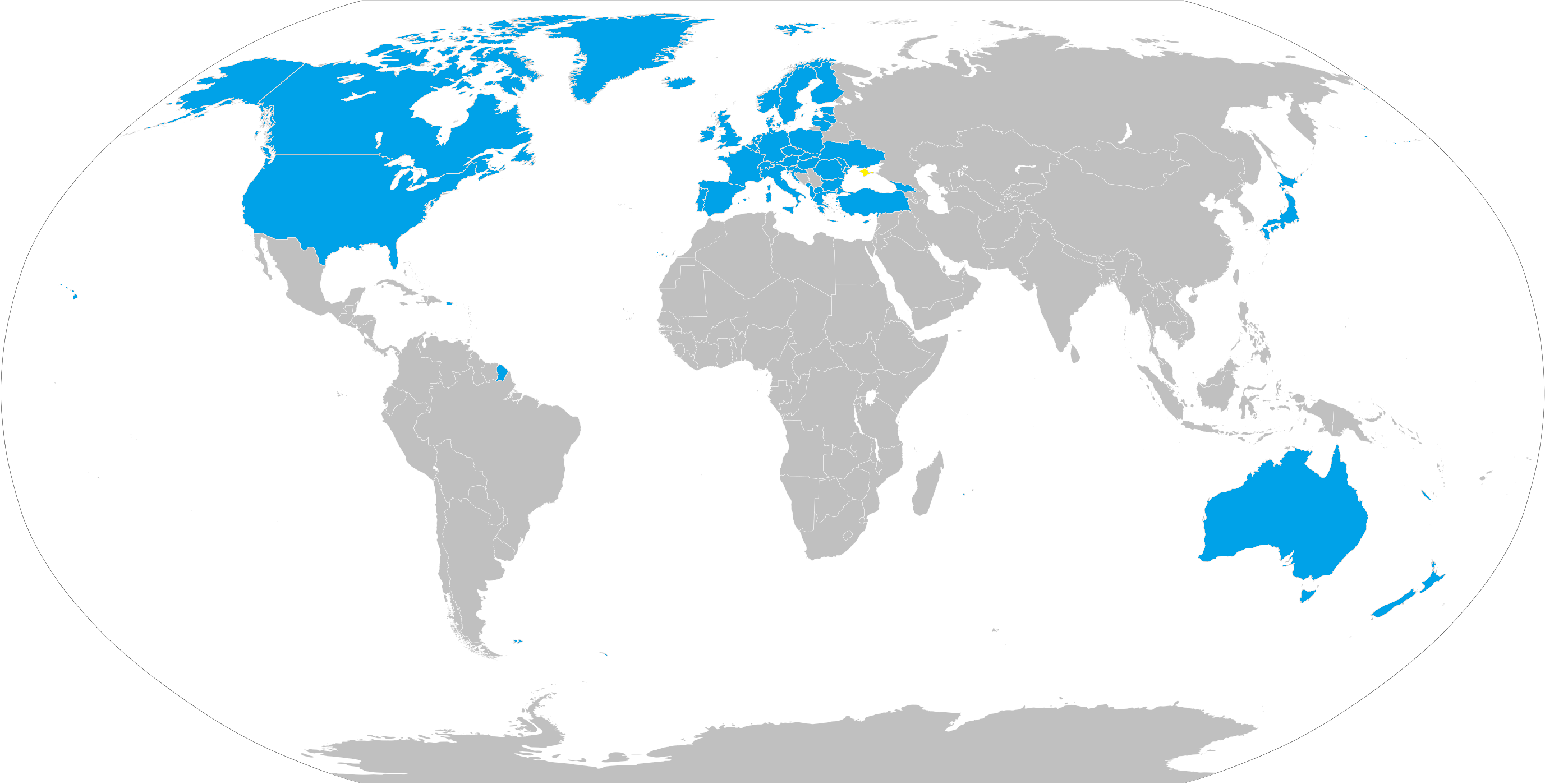
Mapa dels països participants de la Plataforma de Crimea

### Altres assistents
- Letònia - president Egils Levits[14]
- Lituània - president Gitanas Nausėda[15]
- Estònia - president Kersti Kaljulaid[16]
- Polònia - president Andrzej Duda[17]
- Eslovàquia - primer ministre Eduard Heger
- Hongria - president János Áder
- Moldàvia - president Maia Sandu[18][19]
- Eslovènia - president Borut Pahor
- Finlàndia - president Sauli Niinistö
- Romania - primer ministre Florin Cîțu
- Geòrgia - primer ministre Irakli Garibashvili[20][21]
- Croàcia - primer ministre Andrej Plenković
- Suècia - primer ministre Stefan Löfven
- Civil Ensign of Switzerland.svg  - president del Consell Nacional Andreas Aebi
- Txèquia - president del Senat de la República Txeca Miloš Vystrčil
- Turquia - ministre d'Afers Exteriors Mevlüt Çavuşoğlu
- Espanya - secretari d'Afers Europeus Juan González-Barba Pera
- Israel
- Bèlgica - ministre d'Afers Exteriors Sophie Wilmès
- Luxemburg - ministre d'Afers Exteriors Jean Asselborn
- Àustria - ministre d'Afers Exteriors Alexander Schallenberg
- Països Baixos - ministro de Comerç i Desenvolupament Tom de Bruijn
- Irlanda - ministre d'Afers Exteriors Simon Coveney
- Dinamarca
- Bulgària - ministre d'Afers Exteriors Svetlan Stoyev
- Montenegro - ministre d'Afers Exteriors George Radulovich
- Macedònia del Nord - ministre d'Afers Exteriors Bujar Osmani
- Portugal - ministro d'Afers Exteriors João Gomes Cravinho
- Noruega - secretari d'Estat del Ministeri d'Afers Exteriors Audun Halvorsen
- Nova Zelanda - ambaixador Si'alei van Toor
- Malta - ambaixador Godwin Montanaro
- Austràlia - ambaixador Bruce Edwards
- Xipre - ambaixador Luis Telemachus
- Grècia - ambaixador Vasilios Bornovas
- Islàndia - ambaixador Eidun Atlason
- Albània - ministre d'Afers Exteriors Olta Xhaçka
- OTAN - Secretari general adjunt Mircea Geoană
- Unió Europea (European Council) - president Charles Michel
- Unió Europea (European Commission) - vicepresident Valdis Dombrovskis
- Consell d'Europa - secretari general Marija Pejčinović Burić
- GUAM - secretari general Altay Əfəndiyev

## Oficines de la Plataforma de Crimea

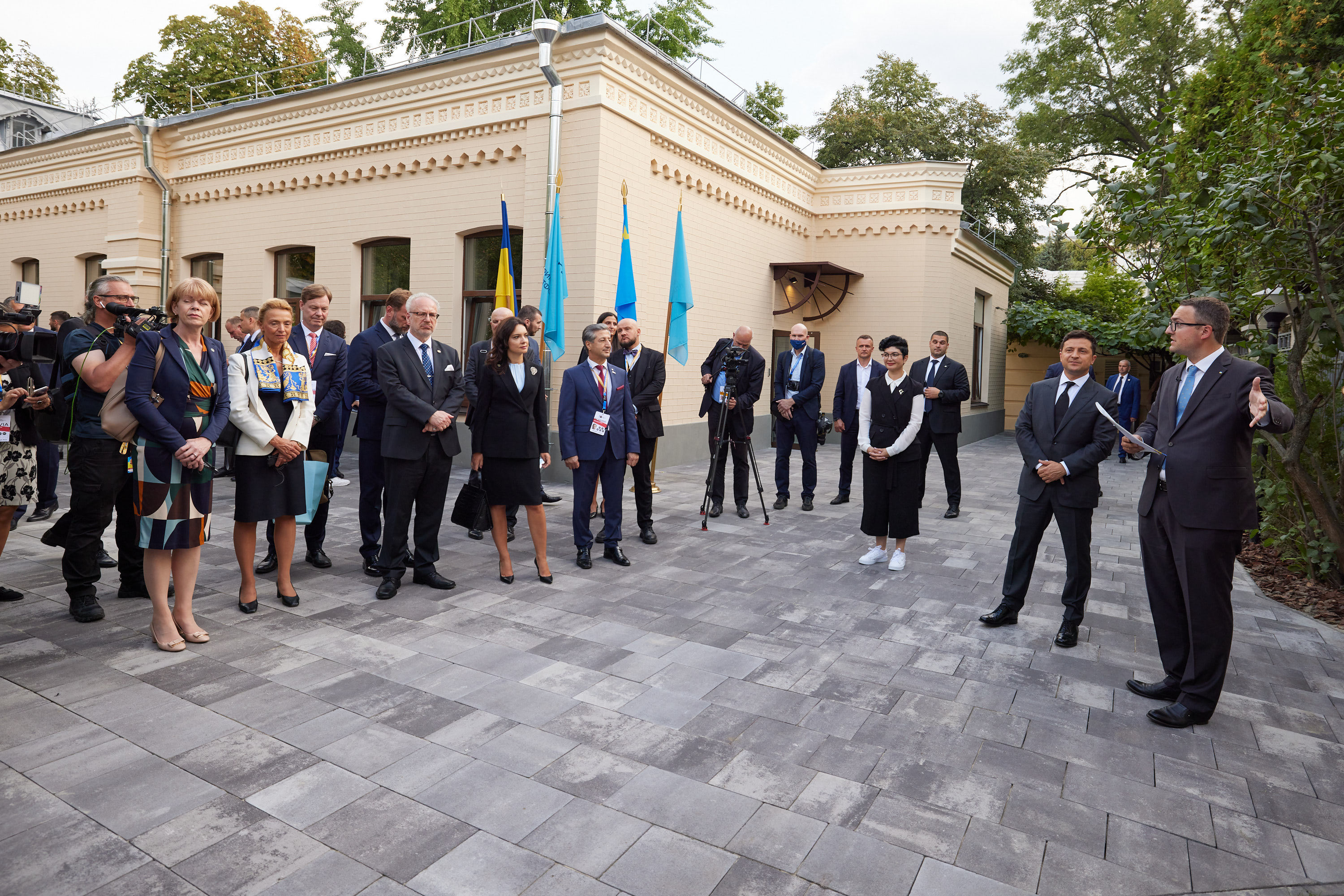
Apertura de l'oficina principal de la Plataforma de Crimea

El dia de la cimera, els participants van inaugurar la oficina principal de la Plataforma de Crimea, localitzada a Kíev. El cap de l'oficina és Anton Korinevich, representant permanent del president a la República Autònoma de Crimea.
Es preveu l'apertura d'oficines de la Plataforma de Crimea en diversos països signants de la declaració.